# Laguna de los Padres

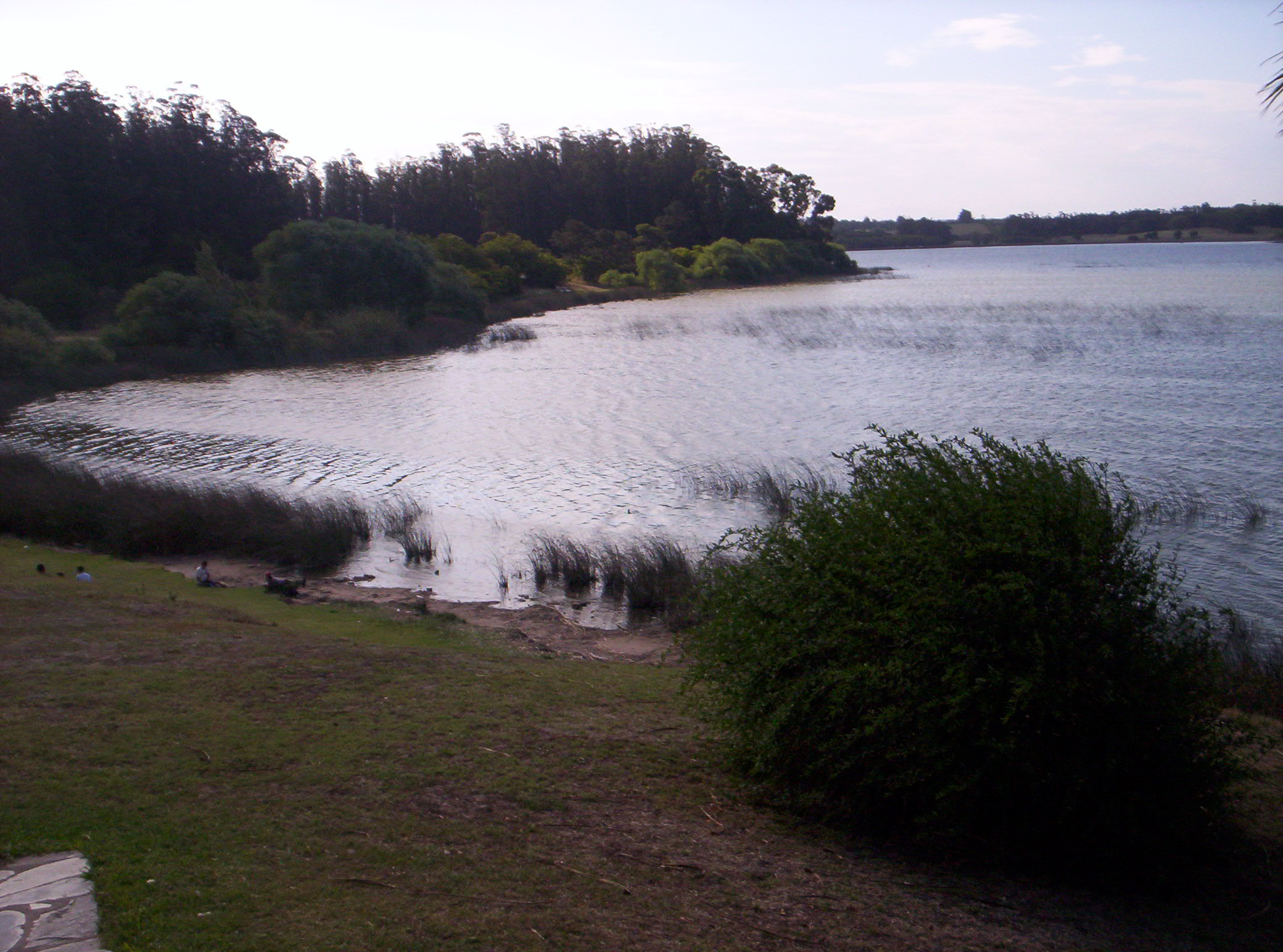
Côte et végétation de la lagune.

La Laguna de los Padres est un petit lac ou lagune d'Argentine située aux environs de la ville de Mar del Plata. Elle a été transformée en un grand parc public, depuis l'expropriation en 1946 de l'estancia dont elle faisait partie. On accède à la Reserva Laguna de Los Padres depuis la route n° 14 ou la route nationale 226 (RN 226).

## Histoire
Les jésuites fondèrent en 1746, sur la rive orientale de la lagune la Reducción de Nuestra Señora del Pilar, où ils essayèrent infructueusement d'établir des liens avec les tribus nomades qui vivaient alors dans le sud-est de la pampa de Buenos Aires. Actuellement il existe une reconstitution de leurs ruines que l'on peut visiter.

## Culture et sport
Actuellement le parc est municipal. Il contient le Museo Tradicionalista José Hernández (célèbre écrivain argentin), où vécut l'auteur de Martín Fierro (El gaucho Martín Fierro (1872) est un poème épique populaire et est considéré comme l'une des toutes grandes œuvres de la littérature argentine). 
Sur les bords de la lagune il y a différents centres récréatifs, dont le club de pêche, le club municipal et de vastes zones boisées libres pour y faire des pique-niques ou des asados (sorte de barbecue argentin). Depuis 1995, à l'occasion des jeux panaméricains, on a construit une vaste aire pour avirons, de 2 000 mètres de long, ce qui nécessite qu'une partie de la lagune soit signalisée et draguée.

## Description
La lagune mesure plus ou moins 2 000 mètres de long sur 1 000 de large, avec un bras vers le sud-ouest de 1 100 sur 300 mètres. Elle est peu profonde, moins de 2 mètres de profondeur en moyenne, et possède une eau assez claire, bien que peuplée d'algues abondantes ("gambarrusa") qui rendent la navigation et la natation difficile, et obligent à contrôler le problème de façon permanente. La lagune est entourée par des bois d'eucalyptus et de pins, ainsi que par de larges zones de prairies.

## Sources
- (es) Sierra de los Padres